# Bolivia i olympiska sommarspelen 1996
Bolivia deltog i de olympiska sommarspelen 1996 med en trupp bestående av åtta deltagare, men ingen av landets deltagare erövrade någon medalj.

## Cykling
|Herrarnas sprint
- Klaus Martínez Arroyo

## Friidrott
Herrarnas 100 meter
- Jorge Castellón

Herrarnas maraton
- Policarpio Calizaya — 2:33,08 (→ 91:a plats)

Damernas 10 kilometer gång
- Geovanna Irusta — 47:13 (→ 34:a plats)

## Fäktning
Herrarnas sabel
- Miguel Robles

## Simhopp
Herrarnas 3 m
- Tony Iglesias
  - Kval — 307,83 poäng (→ gick inte vidare, 27:e plats)